# Gare d'Umezako
La gare d'Umezako (梅迫駅, Umezako-eki) est une gare ferroviaire localisée dans la ville d'Ayabe, dans la préfecture de Kyoto, au Japon. La gare est exploitée par la compagnie JR West, sur la ligne Maizuru.

## Service des voyageurs

### Desserte
La gare d'Umezako est une gare disposant de deux quais et de deux voies.

| N° de voie | Ligne     | Direction                     |
| ---------- | --------- | ----------------------------- |
| 1          | ▆ Maizuru | Nishi-Maizuru/Higashi-Maizuru |
| 2          | ▆ Maizuru | Ayabe/Fukuchiyama             |

| JR West         |                  |                    |                  |                           |
| Direction Ayabe | Ligne de Maizuru | Ligne de Maizuru   | Ligne de Maizuru | Direction Higashi-Maizuru |
| Fuchigaki       |                  | Rapid Service 快速 |                  | Nishi-Maizuru             |
| Fuchigaki       |                  | Local 普通         |                  | Magura                    |